# بوقير وحيد القرن
بوقير وحيد القرن (الاسم العلمي: Buceros rhinoceros) هو طائر كبير الحجم من صنف طيور أبو قرن يمكن أن يعيش لمدة تصل إلى 35 عامًا. يعيش هذا الطائر في الأراضي المنخفضة والمرتفعة ، والمناخ الاستوائي وشبه الاستوائي وفي الغابات المطيرة الجبلية التي يصل ارتفاعها إلى 1400 متر في بورنيو وسومطرة وجاوة وشبه جزيرة الملايو وسنغافورة وجنوب تايلاند.